# Comune di Skælskør
Il comune di Skælskør fino al 1º gennaio 2007 è stato un comune danese situato nella 
contea della Selandia Occidentale, il comune aveva una popolazione di 11 928 abitanti (2006) e una superficie di 170 km². Capoluogo era la cittadina omonima.
Dal 1º gennaio 2007, con l'entrata in vigore della riforma amministrativa, il comune è stato soppresso e accorpato ai comuni di Hashøj, Slagelse  e Korsør per dare luogo al riformato comune di Slagelse compreso nella regione della Selandia.